# 本渡瀬戸

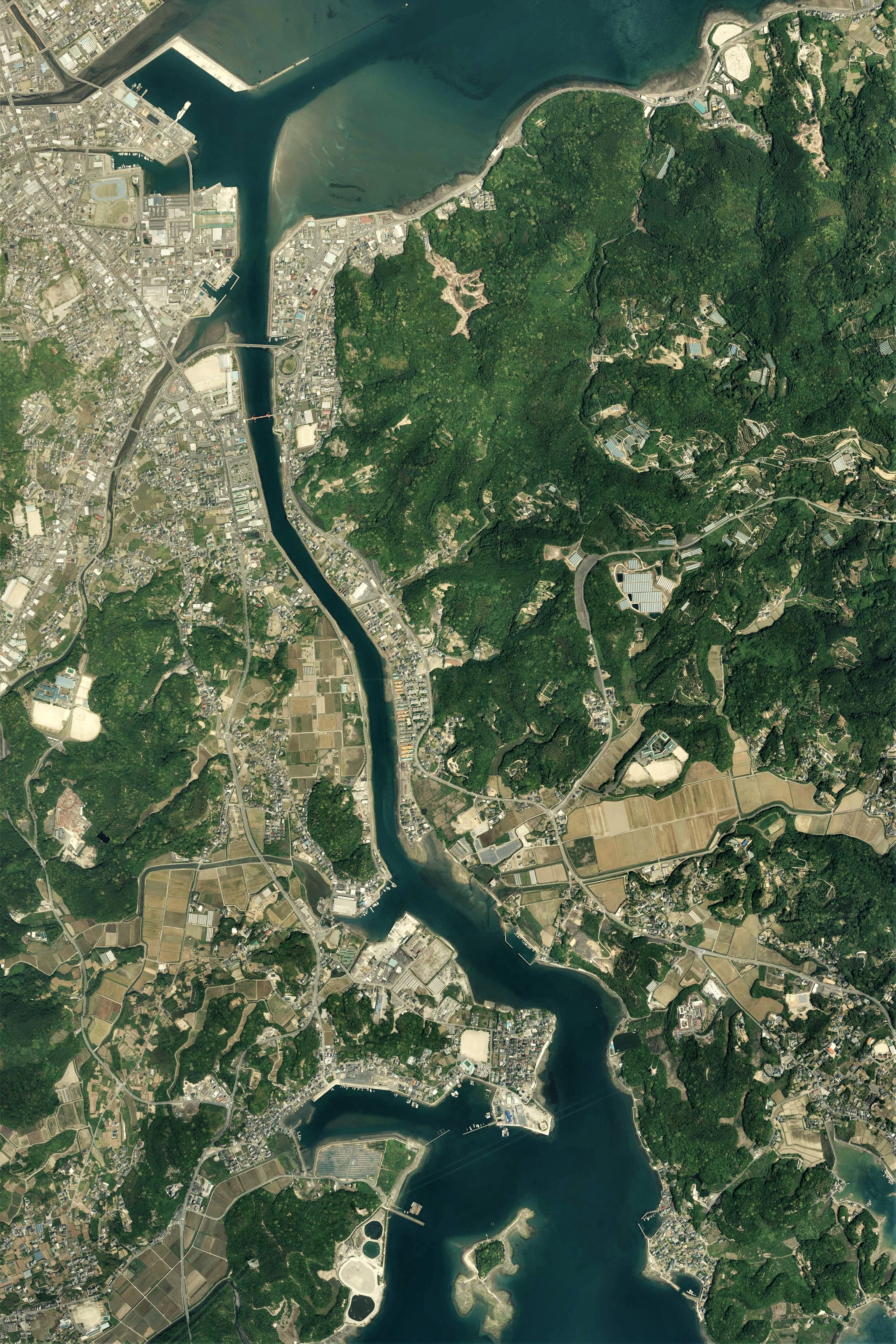
本渡瀬戸周辺の空中写真（2014年5月11日撮影の6枚を合成作成）

本渡瀬戸（ほんどせと）は、熊本県南西部にある天草諸島の上島と下島に挟まれた幅の狭い海峡。

## 概要
昔から船の航路として大変重要な役割を担ってきたが引き潮時には浅い場所では歩いて渡ることもでき船の航路としては不便であったことから幅を広げられ水深を深くする工事が行われた。1961年には幅30m、水深3mの航路が完成し、1970年には幅50mで水深は3mのまま、1980年には幅は50mのままで、水深4.5mとなった。1974年から国の開発保全航路の指定を受けている。
2007年度には約15000隻の船が通行した。その内7200隻が客船、6500隻が漁船であった。

## 架橋
船の通行と両立させるために可動橋やループ橋が架けられてきた。
- 天草瀬戸大橋 -  本渡瀬戸歩道橋

## 典拠
1. ↑  国土交通省九州地方整備局・本渡瀬戸航路
2. ↑  航路直近での海上施行における安全対策について